# ブータン戦争
ブータン戦争（ブータンせんそう、Bhutan War）またはドゥアール戦争（ドゥアールせんそう、Duar War）は、1864年から1865年にかけて、イギリス領インド帝国とブータンの間で行われた戦闘である。この5ヶ月間の戦闘の結果、シンチュラ条約によりブータンはアッサム、ベンガル、ドゥアールに領していた7,122平方キロメートルの領土とアンバリ・ファラカタ、テスタ川西岸地域を喪失した。

## 背景

### ドゥアール

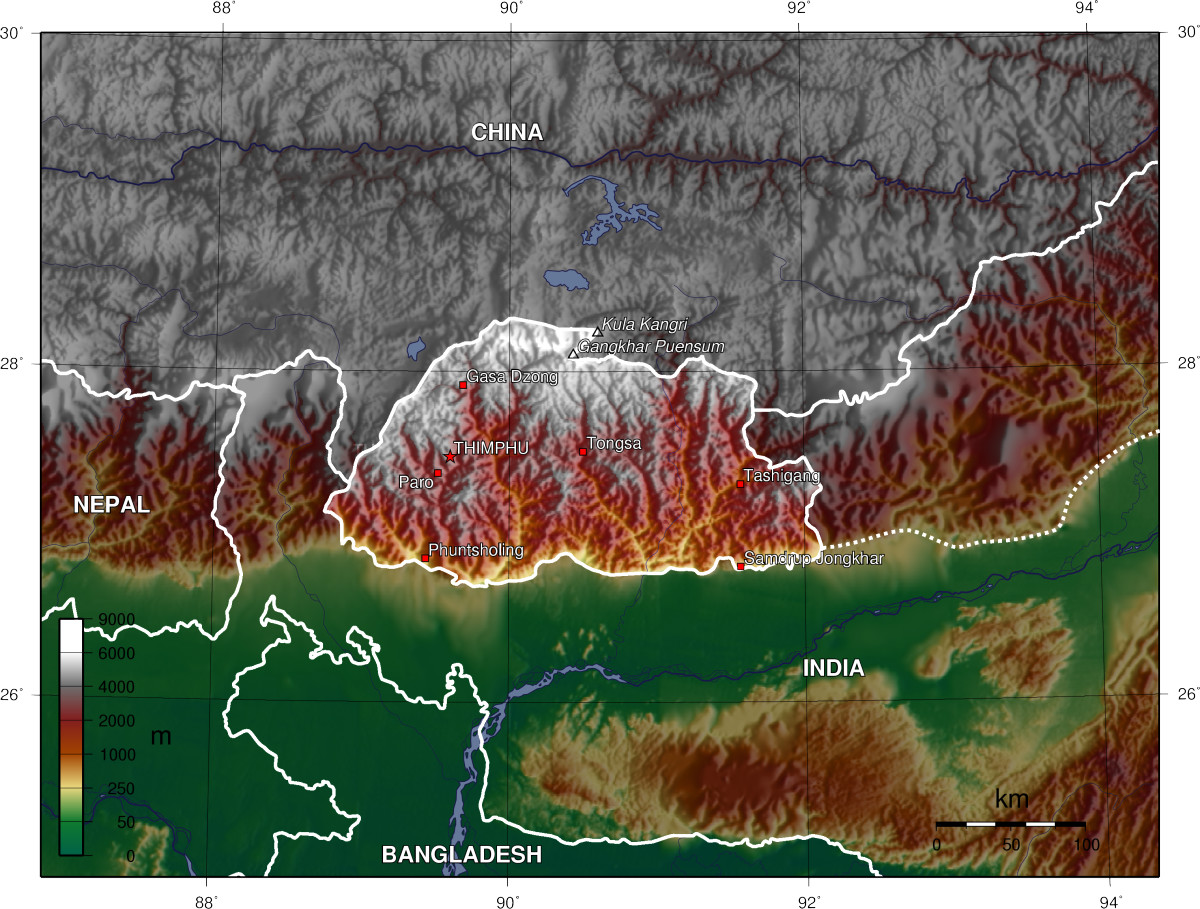
地形図

ブータンの南には肥沃な平原地帯のコチ・ビハールが広がっており、両者の間にはヒンディー語で「門」を意味するドゥアール地方がアッサムとベンガルにまたがって存在していた。そのためブータンのペンロップ(地方長官)たちはしばしばドゥアールを通過して南方へと侵入し、コチ・ビハールを緩やかな勢力圏に加えて穀物や織物などの交易権を獲得した。またコチ・ビハールは小領主たちが乱立する一帯でもあり、ブータンの保護を必要としていた。1730年にはムガル帝国が軍事的にコチ・ビハールを影響下に治めようとするが、ブータンのトンサ・ペンロップ(ペンロップはブータンの地方行政長官。名目上の全土の統治者デシには実権が乏しく、ブータンは三人のペンロップが三分割して統治していた。中でも中央部の最重要拠点トンサ(Trongsa)から東と東南を支配するトンサ・ペンロップは最有力者)は軍を派遣してこれを退けて干渉を強め、コチ・ビハールの統治者の任命権を獲得した。
だがトンサ・ペンロップの任命したコチ・ビハールの領主は相次いで暗殺された。1772年には任命したコチ・ビハール領主が反旗を翻してイギリス東インド会社に接近すると、歳入の半分にあたる額の支払いと東インド会社の軍事費を負担することを条件にその保護下に入る。そのためコチ・ビハールを巡って東インド会社のインド兵とトンサ・ペンロップ軍が衝突したがペンロップが破れ、山岳地帯の領内に引き上げた。しかし当時のイギリス植民地行政官ウォレス・ヘースティングズには紛争を長期化する意図はなく、チベットの仲介もあって1774年に国境線を紛争以前に戻すアングロ・ブータン条約を締結した。この寛大な講和による東インド会社の目的はチベットへの交易路確立であり、この権益の確立のためにしばしばブータンに使節団を派遣し(1774、1776-1777、1783、1815)、友好関係を構築した。また1792年にはチベットがネパールの侵攻に対して清の支援を受けてこれを撃退したが、そのため清の支配権が強まって諸外国のチベット通商は厳しく制限される事態になった。この事件は交易路を失ったイギリスとネパールとの関係悪化を招き、ブータンの交易路としての重要性は逆に高まっていった。

## 対立の激化

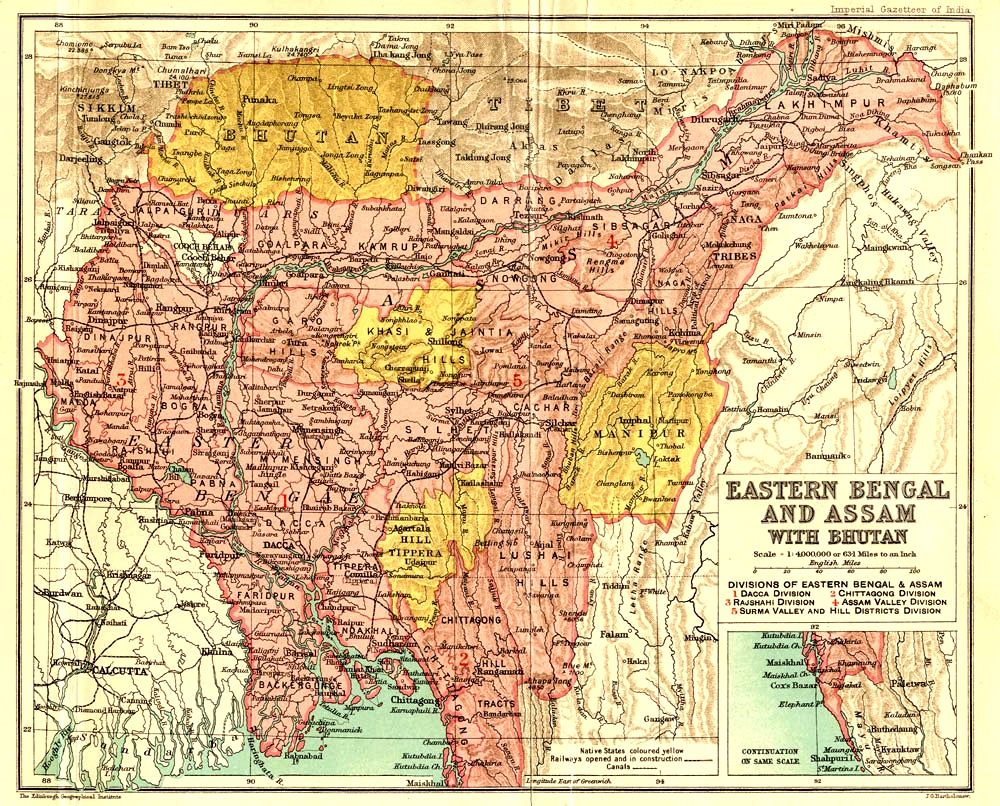
1907年のブータン王国期の地図

1828年、イギリスとミャンマーの間で戦争があり、イギリスは勝利してアッサム・ドゥアール地方の交易権を獲得した。この肥沃な地域は紅茶などのプランテーションを通じてイギリスの重要な換金作物の生産地となっていくが、歴史的にこの一帯はブータンの穀物、交易品の重要な供給源であり、ブータンはこの生命線を手放すことはできなかった。ブータンのトンサ・ペンロップはイギリスに対して補償費を支払うことでの交易の維持を求めたが、イギリスは交易品の水準や交換レートを引き下げ、受け取った補償費をインド会社の職員が横領したことから両国ともに債務不履行を理由に不信感を募らせていった。トンサ・ペンロップの干渉はアッサム地方に暴動を招いて同地域から人口を流出させ、反対にイギリスは労働力を補うための住民移住を各地で強行した。
1848年、両国の問題を解決するためイギリスはペンバートン使節団を派遣するが、ペンバートンが交渉相手に選んだのはトンサ・ペンロップではなく、すでに名目上の行政最高位でしかなくなっていたデシであった。当時、トンサ・ペンロップは完全にデシの制御を離れ、他のペンロップたちへの武力闘争を続けていた。そのためペンバートンの要求に対し、デシには実行できる手段がなく、両者の協議は物別れに終わる。この交渉はイギリスに、デシを通じたブータン干渉が実効を伴わないことを確認させた。1851年、イギリスはアッサム地方の完全な領有と、そのためにブータンへの年間10,000ルピーの補償費を支払うことを一方的に宣言する。これにより、両国の関係は悪化の一途を辿った。

### ジグミ・ナムゲル
1853年、トンサ・ペンロップを補佐するトンサ・ズィンペンの地位にあったジグミ・ナムゲルが、前任者の指名によりペンロップの地位を継承する。ジグミ・ナムゲルは内乱を勝利して東ブータン全域の支配者となり、またデシの後継者争いに介入して自らの影響下にあるウマ・デワをデシの地位につけた。このウマ・デワは就任後すぐに対抗馬のグンガ・ペルデンに暗殺されるが、ジグミ・ナムゲルはあえてこのグンガ・ペルデンを承認して、代わりに自領での完全な徴税権(通常、徴税の何割かをデシに収める必要があった)を獲得した。周辺地域の長官の任命権もデシからトンサ・ペンロップに移り、名実ともにジグミ・ナムゲルはブータンの最高実力者に上り詰め、またジグミ・ナムゲルは中央集権的国家建設の志向を明確にした。

### アシュリー・イデン使節団
ジグミ・ナムゲルは旧来の通り、ドゥアール地方の領有権をイギリスに求めたが、イギリス政府は同地域でのプランテーション建設を決定しており、度々両者の間で小競り合いが発生した。イギリスは交渉あるいは圧力でこれを解決することを願ったが、イギリスにはブータン国内の情報が不足しており、その権力構造や協調関係を読み解くことができなかった。またイギリスの対ブータンを受け持つジェンキンス大佐が強圧的な外交姿勢に転じており、両国の暫定国境では明らかにブータン側にあったアンバリ・ファラカタを1860年に強引に併合し、ブータン側の姿勢は極度に硬化していた。

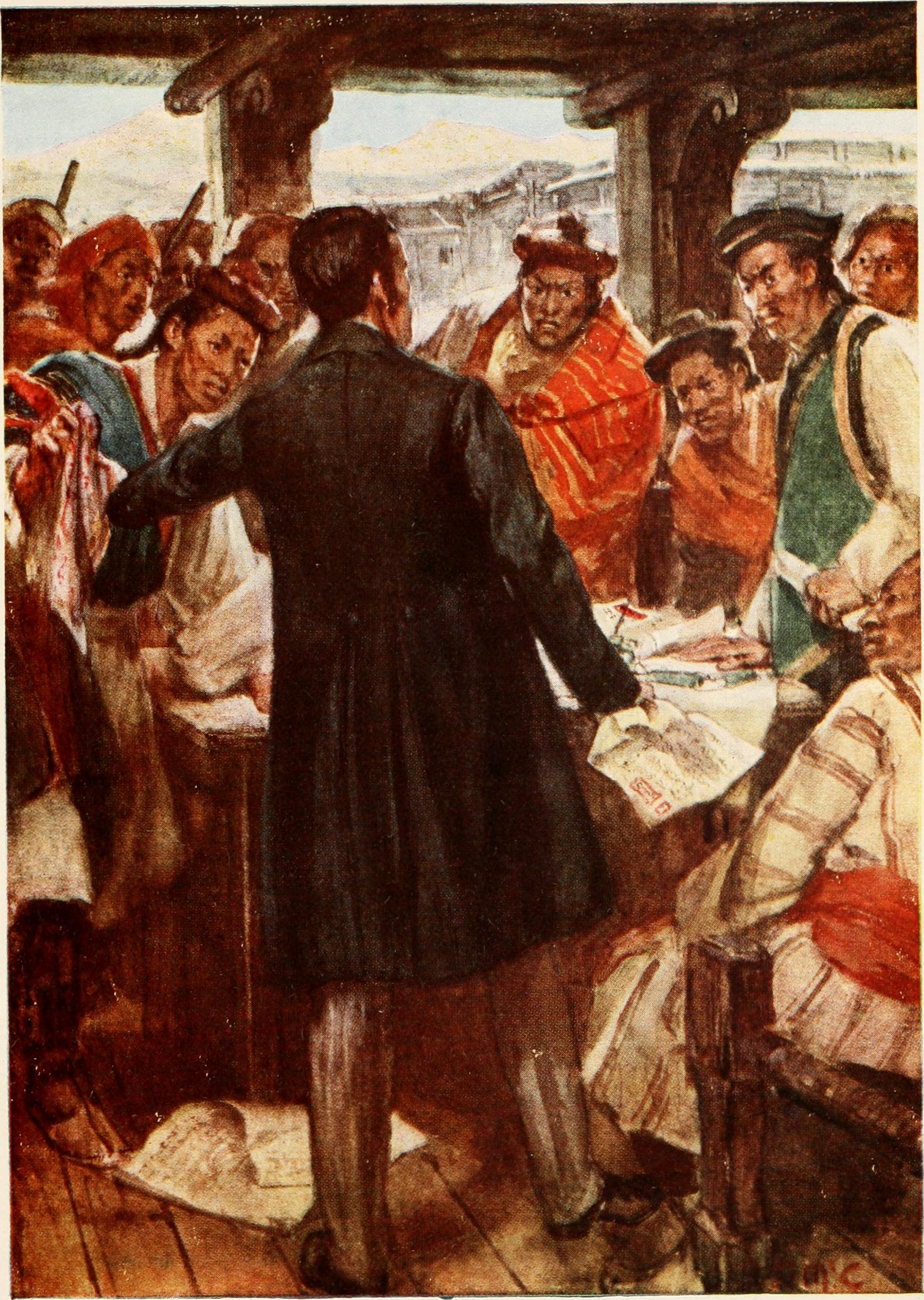
交渉の様子(イギリス側の絵画)

イギリスは友好関係構築のために度々使節団の派遣を申し入れたが、国内の平定を急ぐジグミ・ナムゲルの密かな手回しにより入国を拒否されていた。しかし1863年、ブータンの拒否にもかかわらずイギリスは「ブータンへのアンバリ・ファラカタの返還」「犯罪者の相互引き渡し」「シッキム及びコチ・ビハールのイギリス保護国の確認と紛争の停止」「ブータン国内へのイギリス代理人常駐」「自由貿易協定」の条約締結を目的とするアシュリー・イデン使節団を派遣した。アシュリー・イデン使節団は度重なるブータンの帰還要求を受けたがこれを無視し、協力者もいない中で冬季の山岳地帯を越えてブータンの首都プナカに到着する。このためジグミ・ナムゲルは代表として彼らに応対したが、ジグミ・ナムゲルは条約の中にドゥアール地方の返還を盛り込むことを要求し、アシュリー・イデンは自らに決定の権限がないことを理由に協議を拒否した。これはイギリスにドゥアール地方に関して交渉の余地がないことを示すものであり、ジグミ・ナムゲルを激怒させた。
1864年3月、二度目の交渉が行われ、ジグミ・ナムゲルは改めて「自由貿易協定」「イギリス代理人の常駐」の削除と、「ドゥアール地方の返還」を要求した。この会談は始まりから険悪な空気に包まれ、双方ともに尊大さと侮蔑をあらわにした。またアシュリー・イデンは突然要求に同意して条約に調印したが、それはイギリス領インドに早期に帰還するための判断であり、帰還後にはブータン側の脅迫により調印を強制されたものとして条約の無効を宣言した。またインド総督はアシュリー・イデンとの条約を盾に再交渉を拒絶するジグミ・ナムゲルを屈服させるため、軍事力の行使を決定する。イギリスは1864年11月にアッサム・ドゥアールとアンバリ・ファラカタの完全併合を宣言し、両地方におけるブータンへの補償金支払いを停止すると、ベンガル、コチ・ビハール、アッサム方面に軍を派遣した。

## 戦争の経過

### 宣戦布告
1864年11月12日、イギリスのインド総督はブータンに宣戦布告する。イギリスは「シッキム、コチ・ビハールの騒乱の元凶」「友好的な使節団に対する非礼」「使節団への侮蔑的な言動」「使節団への脅迫による無効な条約の締結」とブータンの非を提示し、代償として「補償金支払いの永続的停止」「ベンガル・ドゥアールの支配権」を請求した。ブータンは対外的にはデシがイギリスの不当な侵攻を非難する声明を発表し、国内ではジグミ・ナムゲルが紛争状態だった他のペンロップや有力者に共闘を呼びかけた。

### 第一次侵攻

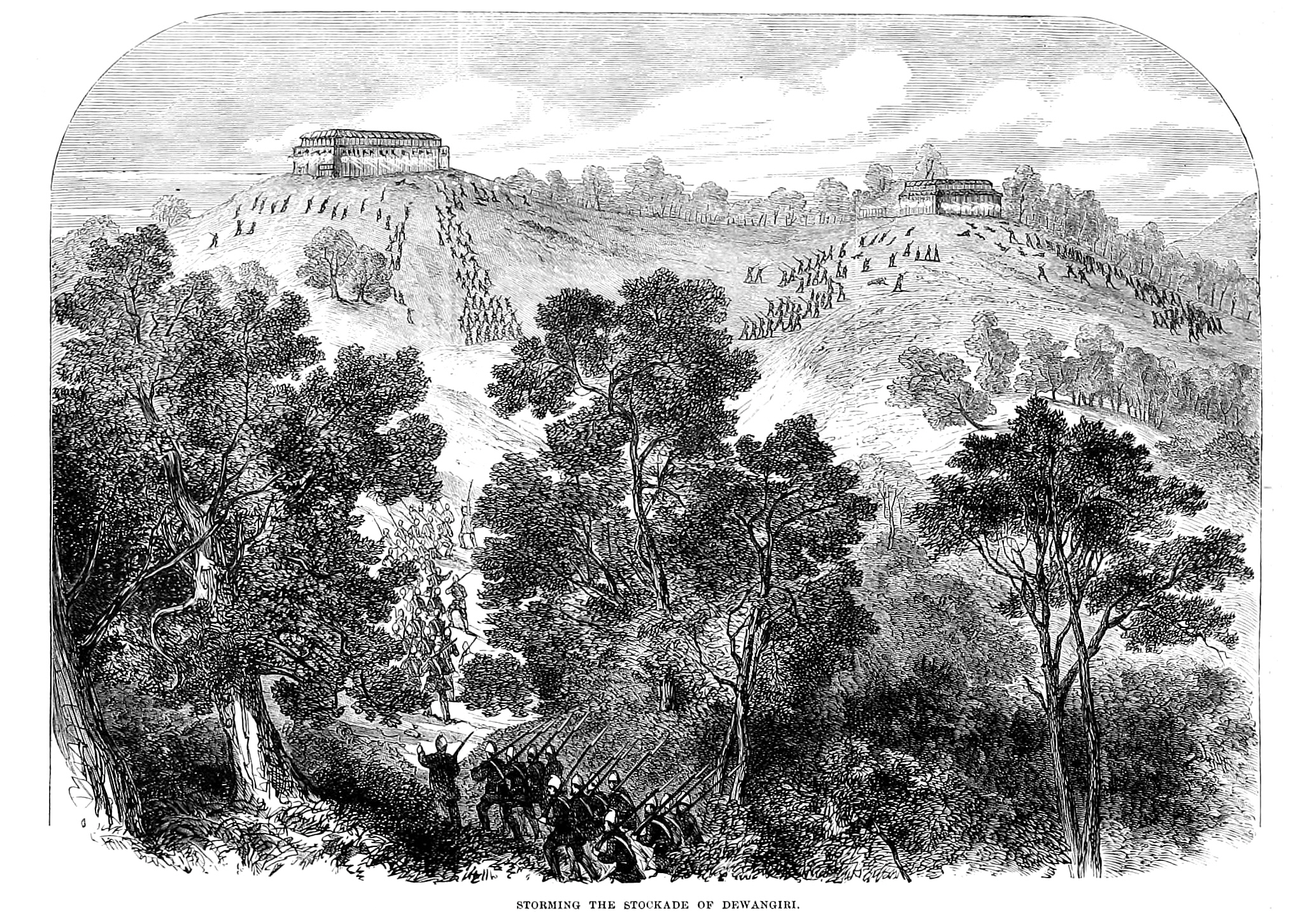
デワンギリ要塞

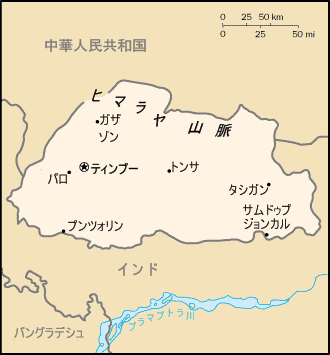
都市の位置関係

イギリス軍はマルキャスター准将、ダンスフォード准将の二名の将校を派遣し、それぞれ東西に分かれて軍を指揮した。また狭隘な山地を攻めることからそれぞれの軍をさらに分割し、合計4つの部隊に分かれた。4つの部隊はそれぞれ別の経路から侵入を試みた。中でも最も西の部隊が主戦力とされ、多くの高級士官とインド兵、臼砲、輸送用の象600頭が配備されていた。
開戦以来、ブータンがアッサム・ドゥアール地方にわずかな兵しか配置しなかったためにイギリスが常に勝利し、12月中にドゥアール、ダージリンの丘陵地帯からブータン兵が追い払われ、係争の地域一帯はイギリスの実効支配地となった。また東部の部隊はブータン本国にも攻め入り、もっとも東部を受け持った部隊は重要拠点デワンギリを占領した。さらに残りの部隊もブクサ、バラ、ビシェンシンといった要塞を相次いで占領する。しかし冬季の山岳地帯への侵攻は地形上の制約が多く、補給の困難さからそれ以上の進軍は停滞した。さらにいくつかの勝利と抵抗の脆弱さによって相手の戦意を見誤り、国内を一時停戦でまとめたジグミ・ナムゲルの動きに注意を払うことができなかった。
1865年1月25日にビシェンシン、26日にブクサ、27日はバラ、そして29日にはデワンギリにおいてトンサ・ペンロップ自らが率いる奇襲が試みられた。攻勢は部隊と同時に補給線そのものにも行われ、特に自国では水の補給が困難であることを知っていたブータン軍は水源への道を完全に遮断した。イギリス兵は負傷兵や積み荷を残して全線において撤退し、ブータンはいくらかの捕虜と火器を入手した。

### 第二次侵攻とシンチュラ条約
1865年3月、イギリスは体勢の立て直しを図って指揮官を更迭し、トンプス准将、フレイザー・タイトラー准将を派遣する。両者は入念に補給線を確保しつつブータンに再侵入すると、相互に協調しながらブータン軍を領内に追い立てた。またジグミ・ナムゲルが小規模な戦闘で何度か敗北すると次第に反ジグミ・ナムゲル勢力が活動を再開し、旧来の同盟者ワンディ・ポダン・ゾンペンもそれに同調を始めたために窮地に陥った。その情勢の中でイギリス軍がデワンギリの要塞を再度占拠すると、もはやブータン国内にその侵攻を押しとどめられる勢力は存在せず、ブータンはイギリスに降伏する。
1865年11月11日にイギリスとブータンはシンチュラ条約に調印する。ブータンはこれによりアッサム、ベンガルにまたがるドゥアール地方を完全に喪失し、7,122平方キロメートルの領土を失った。先に併合されたアンバリ・ファラカタもイギリスのものとなった。またイギリス、コチ・ビハール、シッキムはブータンに治外法権を有するようになり、犯罪者はそれぞれの国の法律で裁かれた。そして当初の要求とおり自由貿易協定が締結され、ブータンはチベットへの交易路としての役割を求められた。一方、失った領土の補償として、ブータンにはイギリスから毎年50,000ルピーの補償費が支払われることになった。

## 戦争の影響
ブータンの喪失した領土は、主にトンサ・ペンロップの治める地域であり、またドゥアールの喪失はその富の喪失に直結した。そのため中央集権国家を目指したジグミ・ナムゲルの構想は破綻する。ジグミ・ナムゲルはこれまでの方針を改め、1870年にトンサ・ペンロップの位を兄に譲り、自らは形骸化したデシに就任した。ジグミ・ナムゲルは相次ぐ裏切りや蜂起を鎮め、デシを退いた後も晩年の1879年まで国家の舵を取り続けた。その没後も内乱は継続したが、1885年にウゲン・ワンチュクがチャンリミタンの戦いで勝利してブータンの内乱が終結する。
戦後、イギリスがブータンに求めた役割はチベット周辺との交易路であり、周辺国との緩衝地帯だった。そのためブータンの国内事情には終始無関心であり、内乱にも干渉せず結果としてブータンの統一が達成された。新たなブータンの指導者ウゲン・ワンチュクはイギリスの支援の重要性を認識し、積極的に使節団を派遣した。またチベットとの交渉では仲介役を受け持つなどイギリスに好印象を与え、1905年にはイギリス・チベット条約への功績が讃えられて等勲爵士が授与された。1907年にはデシが廃止されてブータン王国が成立すると、1910年にはプナカ条約を締結してイギリスの保護下に入る。これにより外交を委ねる代わりに内政不干渉と補償金倍増を獲得し、以降、ブータンの国内情勢は安定した。

### 書籍
- ブータン王国教育省教育部編、平山修一監修、大久保ひとみ訳、『ブータンの歴史(世界の教科書シリーズ)』 野崎孝訳、明石書店、ISBN 978-4-7503-2781-5、2008年4月